# Nenad Đorđević
Nenad Đorđević, srbski nogometaš, * 7. avgust 1979.
Za srbsko reprezentanco je odigral 17 uradnih tekem in dosegel en gol.